# Welela
Albums de Miriam Makeba
Sangoma
(1988) Eyes on Tomorow
(1991)
Welela est un album de Miriam Makeba, sorti en 1989.

## L'album
Dans cet album, Miriam Makeba chante A luta continua, le cri de ralliement du Front de libération du Mozambique. Elle interprète aussi Soweto Blues, une chanson engagée sur les Émeutes de Soweto sous la période de l'apartheid.
Welela est considéré comme l'un de « ses derniers meilleurs enregistrements ».

### Titres
1. "Amampondo" (Miriam Makeba) – 5:20
2. "African Sunset" (Sipho Mabuse) – 5:49
3. "Djiu De Galinha" (José Carlos Schwarz) – 4:08
4. "A luta continua" (Makeba) – 4:40
5. "Soweto Blues" (Hugh Masekela, S. Todd) – 4:18
6. "Welela" (Nelson Lee) – 3:18
7. "Hapo Zamani" (Makeba, Dorothy Masuka) – 4:29
8. "Pata Pata" (Makeba, Jerry Ragovoy) – 3:53
9. "Saduva" (Makeba) – 4:43
10. "Africa" (Keith Mathela) – 4:33

### Musiciens
- Miriam Makeba : voix
- Sipho Mabuse, Dorothy Masuka, Doreen Webster : chœurs
- Keith Mathela : guitares
- Claude Deppa : trompette
- Claudio Pascoli, Michael "Bami" Rose : saxophone
- Emmanuel "Chulo" Gatewood : guitare basse
- Damon Duewhite : batterie
- Smith Ailar : percussions
- Loulou Laguerre : claviers